# Canciones rusas
Canciones rusas es considerado el sexto poemario del escritor chileno Nicanor Parra, publicado originalmente en 1967 por la Editorial Universitaria. Este libro marca una pausa en la agresividad poética de sus antipoemas anteriores. En cambio, se trata de una obra más tranquila, juguetona y melancólica, que toca las temáticas del paso del tiempo y la pérdida del hogar.

## Historia editorial
Este libro se publicó originalmente en 1967, en el tercer volumen de la serie «Letras de América» de la Editorial Universitaria.
Varios años después, durante la exposición de Obras públicas, realizada entre agosto y octubre de 2006, se publicó una reedición de este libro, junto con la aparición de Discursos de sobremesa y el primer volumen de sus obras completas, la antología Obras completas & algo + (1935-1972).

## Estructura
Los poemas de este libro son los siguientes:
1. Último brindis
2. Regreso
3. La fortuna
4. Ritos
5. Mendigo
6. Atención
7. Solo
8. Nieve
9. Aromos
10. Cronos
11. Yuri Gagarin
12. Malos recuerdos
13. Cordero pascual
14. Pan caliente
15. Hace frío
16. Pussykatten
17. Nadie